# Arcuphantes tsurusakii
Arcuphantes tsurusakii är en spindelart som beskrevs av Yoh Ihara 1995. Arcuphantes tsurusakii ingår i släktet Arcuphantes och familjen täckvävarspindlar. Inga underarter finns listade i Catalogue of Life.